# Сербія та Чорногорія
Державний союз Сербії та Чорногорії (серб. Савезна Република Југославија 1992–2003, серб. Државна заједница Србија и Црна Гора 2003–2006, неофіційна назва серб. Мала Југославија, досл. «Мала Югославія»)   — держава на Балканах, створена 2003 року на місці Союзної Республіки Югославія. У червні 2006 року Державний Союз Сербії та Чорногорії розпався на дві окремі держави — Сербію та Чорногорію.

## Історія
Після утворення Малої Югославії як федерації у складі Сербії та Чорногорії у 1992 році, ООН та багато окремих країн (особливо США) відмовлялися визнавати її правонаступником СФРЮ, хоча вони й визнавалися як окремі держави. Причиною цього були Югославські війни, які перешкоджали досягненню угоди про федеральне майно та заборгованості, зокрема про національний борг. Союзна Республіка Югославія вступила до ООН у 2000 році як новий член, а не продовжувач Югославії-засновника ООН.
У 2002 році Сербія та Чорногорія дійшли нової угоди щодо продовження співпраці в рамках конфедеративної спілки, яка, серед інших змін, обіцяла закінчення використання імені «Югославія». 4 лютого 2003 року федеральний парламент проголосив створення нової конфедеративної держави — Державного Союзу Сербії та Чорногорії.
За результатами референдуму про незалежність Чорногорії 21 травня 2006 року 55,5 % виборців проголосували за вихід своєї держави із союзу. Тому 3 та 5 червня 2006 року Чорногорія та Сербія відповідно проголосили незалежність від Союзу, що означало припинення існування Державного Союзу Сербії та Чорногорії. Пізніше обидві країни розділили між собою спільне майно, армію та дипломатію колишньої конфедеративної держави.
Проте на груповому турі фінального турніру чемпіонату світу з футболу 2006 року, що відбувся пізніше того ж місяця, країни все ще були представлені однією збірною командою Сербії і Чорногорії, яка раніше пройшла відбірковий турнір чемпіонату.

## Політичний поділ
- Сербія, столиця Белград (також столиця Сербії і Чорногорії)
  - автономний край Воєводина, столиця Нові-Сад
  - автономний край Косово і Метохія, столиця Приштина
- Чорногорія, столиця Подгориця (також судова столиця Сербії та Чорногорії)

## Економіка
Неправильне управління економікою, посилене періодом економічних санкцій, руйнація югославської інфраструктури та промисловості внаслідок війни у Косово призвели економіку країни до рівня половини того обсягу, який вона мала 1990 року.
Після видачі колишнього президента Югославії Слободана Мілошевича у жовтні 2000 року уряд коаліції Демократична Опозиція Сербії вжив стабілізуючих заходів та розпочав агресивну програму ринкових реформ. Після відновлення членства у Міжнародному Валютному Фонді у грудні 2000 року, Югославія продовжила процес реінтеграції у міжнародне співтовариство приєднанням до Світового банку та Європейського банку реконструкції та розвитку.
Південна сербська провінція Косово, яка технічно була частиною Сербії (згідно з резолюцією Ради Безпеки ООН 1244), рухалася у напрямку місцевої автономії під егідою Тимчасової адміністративної місії ООН у Косово та залежала від фінансової та технічної допомоги міжнародного співтовариства.

## Етнічні групи країни
(за данними 1991 р.)
- серби 62.6 %
- албанці 16.5 %
- чорногорці 5 %
- угорці 3.3 %
- інші 12.6 %

## Релігії країни
- Православні християни 65 %
- мусульмани 19 %
- католики 4 %,
- протестанти 1 %
- інші 11 %

## Ресурси Інтернет, ЗМІ
- Глас Јавности [Архівовано 26 жовтня 2008 у Wayback Machine.]
- Б92 [Архівовано 22 лютого 2011 у Wayback Machine.]
- Србија уживо [Архівовано 23 серпня 2006 у Wayback Machine.]
- Бурек Форум [Архівовано 16 лютого 2009 у Wayback Machine.]
- Фондација Растко [Архівовано 16 червня 2013 у Wayback Machine.]